# Nothodelphax albocarinata
Nothodelphax albocarinata är en insektsart som först beskrevs av Stsl 1858.  Nothodelphax albocarinata ingår i släktet Nothodelphax och familjen sporrstritar. Enligt den finländska rödlistan är arten nära hotad i Finland. Artens livsmiljö är öppna fattigkärr. Inga underarter finns listade i Catalogue of Life.